# Emmanuel Drake del Castillo
Emmanuel Drake del Castillo (París, 1855-Saint-Cyran-du-Jambot, Indre, 1904) fue un botánico francés de origen español.
La familia Drake del Castillo se muda en 1800 desde Cuba a España.
Fue alumno de Louis Édouard Bureau (1830-1918), que era profesor en el Museo Nacional de Historia Natural de Francia.
Entre 1886 y 1892, publica Illustrationes Florae Insulae Maris Pacifici, una síntesis de su estudio y profundización taxonómica de la flora de la Polinesia francesa. Y Flore de la Polynésie française Archivo PDF
También se interesó en la flora de Madagascar. Paralelamente e esos trabajos, va constituyendo su herbario, que a su deceso comprendía 500.000 muestras, que lega al Museo Nacional de Historia Natural en París.
- La abreviatura «Drake» se emplea para indicar a Emmanuel Drake del Castillo como autoridad en la descripción y clasificación científica de los vegetales.[1]

## Algunas publicaciones
- 1886-1892 : Illustrationes florae insularum maris Pacifici

- 1897-1902 : Histoire naturelle des plantes (2 vol.) (Histoire physique, naturelle et politique de Madagascar, vol. 30 & 36)

- 1890 : Remarques sur la Flore de la Polynésie et sur ses rapports avec celle des terres voisines

- 1892 : Flore de la Polynésie française description des plantes vasculaires qui crossent spontanément ou qui sont généralement cultivées aux Iles de la Société Marquises, Pomotou, Gambier et Wallis